# Криворучкина, Елена Владимировна
Елена Владимировна Криворучкина (укр. Олена Володимирівна Криворучкіна; род. 18 октября 1971, Кривой Рог, Днепропетровская область) — украинский политик. Народный депутат Украины IX созыва (с 2019 года), член фракции «Слуга народа». Кандидат геологических наук (2004).

## Биография
Родилась 18 октября 1971 года в Кривом Роге Днепропетровской области.
Окончила Криворожский государственный педагогический университет по специальности «биология» с дополнительной специальностью «химия» и Криворожский экономический институт по специальности «экономика предприятия».
С 1996 года работала в Криворожском экономическом институте, где со временем стала доцентом кафедры экономики и предпринимательства. В 2004 году защитила кандидатскую диссертацию по теме экологических проблем Кривого Рога. Автор более 70 научных работ, среди которых научные статьи, монографии и учебники.
На досрочных парламентских выборах 2019 года была избрана депутатом по округу № 32 (часть города Кривой Рог) от партии «Слуга народа». В декабре 2019 года вошла в межфракционное объединение «Гуманная страна», созданного с целью защиты животных.
7 декабря 2020 года включена в список украинских физических лиц, против которых российским правительством введены санкции.